# Гоголь Ольга Борисівна
Ольга Борисівна Гоголь (26 березня 1956, Миколаїв) — українська художниця декоративно-ужиткового мистецтва та педагог. Народний майстер декоративно-ужиткового мистецтва з 1988, членкиня Національної спілки художників України з 1992 року.

## Життєпис

### Освіта
У 1977 році закінчила Косівський технікум народних художніх промислів (зараз Косівський державний інститут прикладного та декоративного мистецтва), відділ художньої обробки шкіри. Її викладачами були Анатолій Калитко та Василь Чіх. Захистила диплом під керівництвом Михайла Книщука.
У 1992 році закінчила Одеський педагогічний інститут (зараз Південноукраїнський національний педагогічний університет імені К. Д. Ушинського). Її викладачами були Тетяна Басанець та Валентин Захарченко. Захистила диплом під керівництвом Зінаїди Борисюк.

## Трудова кар'єра
Після закінчення технікуму у 1977 до 1982 працювала художником-модельєром на Миколаївській взуттєвій фабриці. У 1983 перейшла працювати у Миколаївський обласний центр народної творчості на посаду методиста, завідувачки відділу образотворчого та декоративно-ужиткового мистецтва. З 1988 почала педагогічну діяльність, спочатку працювала викладачем Миколаївської дитячої художньої школи (до 1999). Після отримання вищої освіти з 1994 паралельно почала викладати у Слов'янському університеті. З 2000 року викладає у Миколаївському вищому училищі культури і мистецтв, займає посаду завідувачки кафедри образотворчого та декоративно-ужиткового мистецтва.

## Творчість
Працює у галузі художнього оброблення шкіри: жіночі аксесуари, книжкові обкладинки, поздоровчі адреси, декоративного пластика. Автор абстрактно-асоціативних композицій. В авторській техніці тиснення та золочення використовує шкіру, метал, напівдорогоцінне каміння, мереживо, вишивку, бісер.

### Участь у виставках
З 1985 бере участь в обласних, всеукраїнських та міжнародних виставках:
- 1985 — Республіканська виставка народного мистецтва. Книга для гостей «Урочисть». Шкіра. 26х18.
- 1986 — Республіканська виставка «В сім'ї вольний, новій». Жіночий гарнитур «Іванка». Шкіра, аплікація.
- 1987 — Український центр народної творчості. Шкатулка «Трембіта». Шкіра, тиснення.
- 1987 — м. Київ. Республіканська виставка «Молодість країни».
- 1989 — м. Київ. Республіканська виставка «Людина і світ». Папка-адреса «До світла».
- 1989 — м. Київ. Звітна виставка творчої групи художників декоративно-ужиткового мистецтва «Седнів—89», музей «Михайлівська трапезна».
- 1991 — м. Київ. Всеукраїнська Художня виставка «500 років українському козацтву». Композиція «Козацькому роду нема переводу».
- 1992 — м. Київ. Будинок художника. Всеукраїнська Художня виставка, присвячена І з'їзду Національної спілки художників України. Книга для гостей «Паводок».
- 1991 — Пловдив, Болгарія. Міжнародна виставка «ЕКСПО-91». Серія брошей «Седневські озера».
- 1992 — Санкт-Петербург, Росія. Міжнародна виставка «Художні вироби, народні промисли».
- 1997 — м. Київ. Всеукраїнська виставка декоративно-ужиткового мистецтва. «Різдвяний салон».
- 2000 — Монте-Карло, Монако. Міжнародна виставка ексклюзивних аксесуарів.
- 2000—2002 — м. Київ. Всеукраїнська виставка «Різдвяний салон».
- 2001 — Монреаль, Канада. Міжнародна виставка ексклюзивних аксесуарів.
- 2002 — м. Миколаїв, виставкова зала СХ.
- 2003 — Всеукраїнська виставка декоративного мистецтва «Декоративне мистецтво України 2000 імен». Участь в арт-проекті Український дім.
- 2005 — м. Миколаїв, виставка «Назустріч весні».
- 2006 — м. Миколаїв всеукраїнська виставка «Світ Божий, як Великдень».
- 2008 — Франція, Париж. Художній салон аксесуарів моди «Tehbox». Шкіра, текстиль, метал. (сумка, пояса, прикраси).

### Вибрані роботи
- «Паводок» (1994),
- «Вічна тема» (1997);
- сумочки (2000—2003) — «Радість», «Вечірня примха», «Натхнення», «Ноктюрн», «Деревце», «Баттерфляй».

Твори зберігаються у Миколаївському краєзнавчому музеї та у приватних колекціях в Україні, Ізраїлі, Монако, Німеччині, Португалії, США, Японії.